# Пјетро Маскањи
Пјетро Маскањи (итал. Pietro Mascagni; Ливорно, 7. децембар 1863 — Рим, 2. август 1945) је био је италијански композитор, представник музичког веризма (реализма) у оперској уметности (заједно са Пучинијем и Леонкавалом).

## Биографија

### Детињство и младост
Пјетро је рођен у Ливорну, као други син Доменика и Емилије Маскањи. Његов отац је био власник пекаре. Маскањијев доживотни пријетељ и сарадник Ђовани Тарђони-Тоцети је рођен исте године у истом граду.
Године 1876. започео је студије музике са Алфредом Софрединијем, који је основао Instituto Musicale di Livorno одмах након што је завршио студије у Милану. Софредини, који је такође био из Ливорна је био композитор, наставник и музички критичар.
Године 1979. компоновао је неколико радова: Sinfonia in do minore, Elegia, Kyrie, Gloria и Ave Maria.